# Еолійський лад
Еолі́йський лад — один із давньогрецьких та середньовічних ладів. Назва походить від Еоліди (Еолії) — місцевості на Малоазійському узбережжі Егейського моря, що була колонізована греками.
Еолійський лад повністю ідентичний натуральному мінору: тон-півтон-тон-тон-півтон-тон-тон

прослухатиⓘ
В сучасній теорії музики назва «еолійський лад» вживається переважно при порівнянні з іншими давньогрецькими ладами, в більшості випадків, однак, вживається термін «натуральний мінор».